# NGC 2167
NGC 2167 (другое обозначение — SAO 132848) — звезда в созвездии Единорог.
Этот объект входит в число перечисленных в оригинальной редакции «Нового общего каталога».
Объект изначально отождествлялся с объектом под обозначением H IV 44, но это не так. Эта ошибка возникла из-за Джона Гершеля, собственные координаты которого отличались на 10‘ от определённых его отцом. Джон Дрейер в Новом общем каталоге принял ошибку, но, когда он готовил статьи Уильяма Гершеля к их повторной публикации в 1912 году, он понял, что описание и координаты NGC 2167, данные им, не совпадают с описанием и координатами, данными его сыном. В своих заметках Дрейер дал дополнительную информацию, а также предположил, что Уильям Гершель действительно наблюдал звезду, находящуюся на небе рядом с местом, на которое указывают координаты, опубликованные его сыном.